# Sailing Champions League

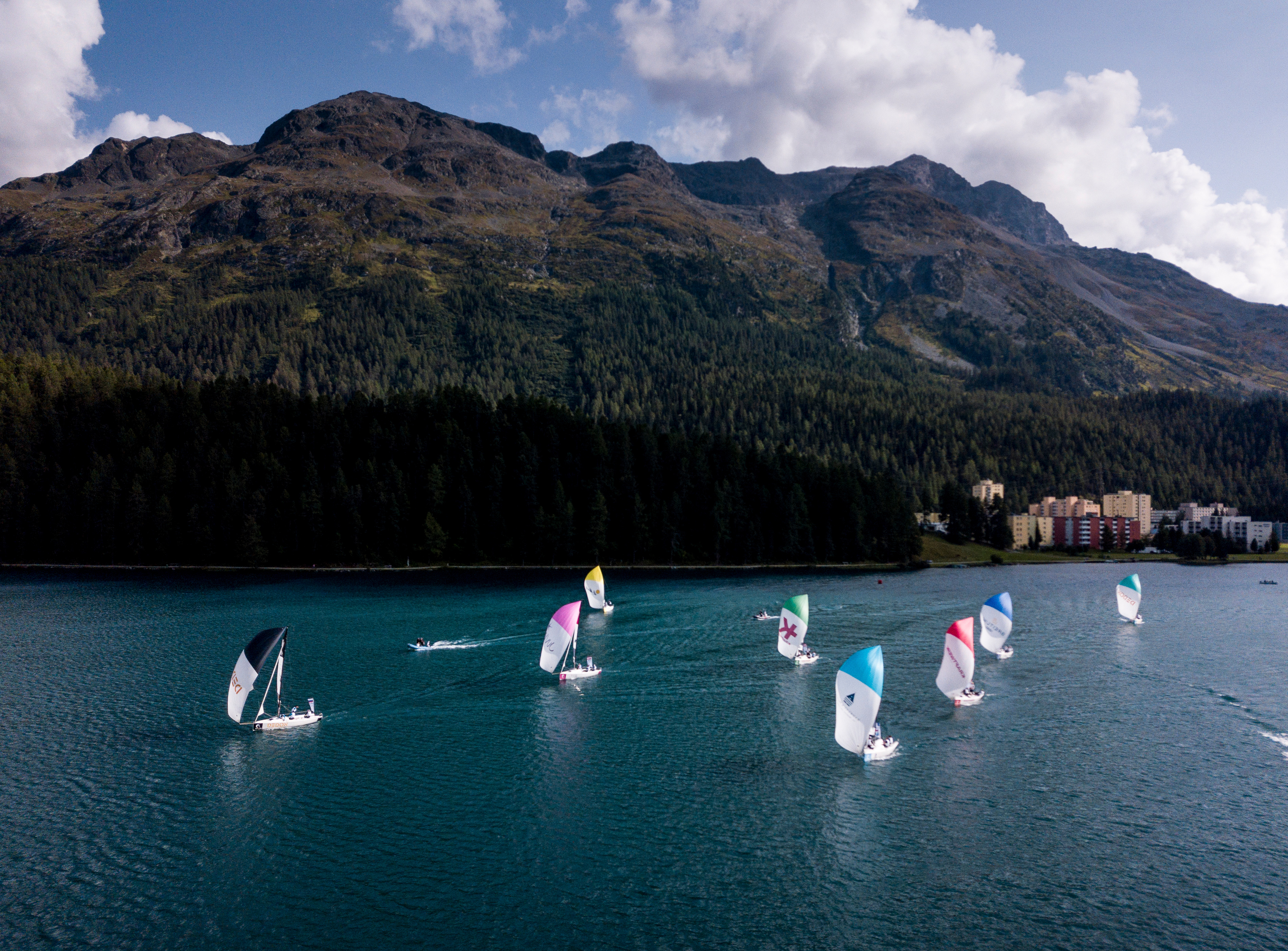
Sailing on Lake St. Moritz at the SAILING Champions League Final 2018.

Die Sailing Champions League (Abkürzung: SCL; Eigenschreibweise: SAILING Champions League) ist ein seit 2014 bestehender Wettbewerb für Segelvereine. Bis 2018 war es ein Wettbewerb für europäische Vereine – seit 2019 können sich darüber hinaus Klubs aus Ozeanien qualifizieren. Der Wettbewerb besteht aus drei Qualifikationsregatten und einem abschließenden Finale. In den Qualifikationsregatten treten die besten Vereine der nationalen Segelligen gegeneinander an. Der Sieger des Finals trägt den Titel „Best Sailing Club of the Year“.

## Geschichte
Nachdem 2013 die Deutsche Segel-Bundesliga als erste nationale Segelliga und 2014 die dänische Sejlsportsligaen eingeführt wurden, wurde mit der SAILING Champions League eine europäische Segelliga errichtet, zu der sich die teilnehmenden Segelvereine in ihren nationalen Segelligen qualifizieren. Am 17. Juni 2016 wurde in Hamburg die International Sailing League Association als ein die nationalen Segelligen und die SAILING Champions League umfassender Dachverband gegründet.
Im Jahr 2018 wurden neben der SAILING Champions League erstmals eine Youth SAILING Champions League für Klub-Segler im Alter zwischen 13 und 21 Jahren sowie eine Women’s SAILING Champions League für reine Frauen-Teams der internationalen Klubs ausgetragen.

## Konzept

### Format

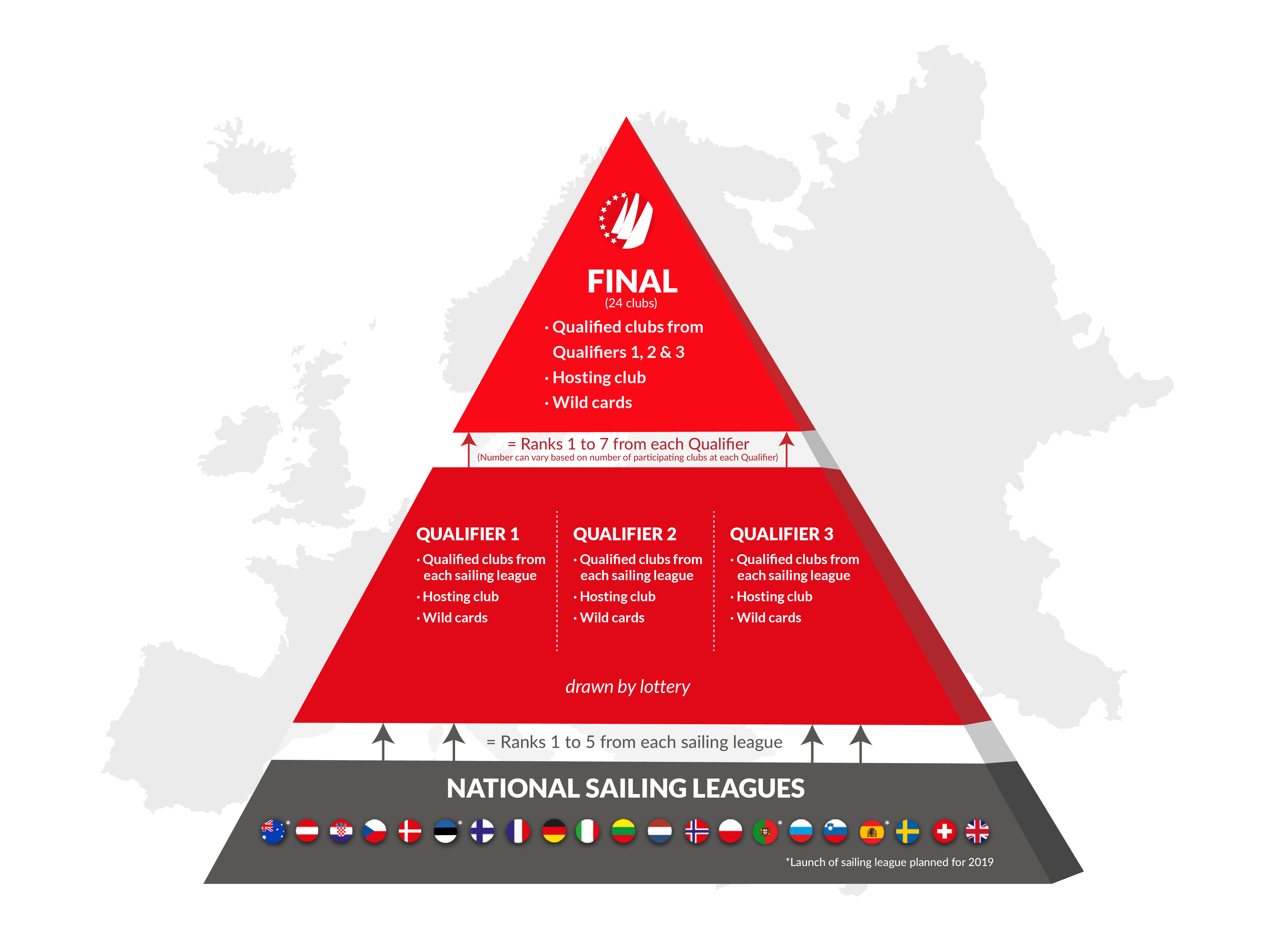
The Modus of SAILING Champions League.

Eine Regatta wird über vier Tage ausgetragen. In einer Qualifikationsregatta treten bis zu 32 Vereine gegeneinander an. 2019 qualifizieren sich die jeweils sieben besten Klubs einer Qualifikationsregatta für das Finale der SAILING Champions League.
Gesegelt wird nach dem im Segelsport verbreiteten Low-Point-System. An einem Regattatag werden mehrere Flights gesegelt, die sich aus mehreren Wettfahrten zusammensetzen. In einer Wettfahrt segeln acht Boote der Bootsklasse J/70 gegeneinander. Eine Wettfahrt besteht aus zwei Runden auf einem durch Bojen kenntlich gemachten „Up-and-Down“-Kurs und dauert ca. 15 Minuten. Es folgen mehrere Wettfahrten aufeinander, in welchen jeder teilnehmende Klub einmal segelt. Diese Wettfahrten ergeben zusammen einen abgeschlossenen Flight. Je nach Anzahl der teilnehmenden Klubs kann die Anzahl von Wettfahrten und Flights variieren.
In der Saison 2018 wurde erstmals das Format der Final Series im Finale angewendet. Dabei segeln abschließend die vier besten Klubs um den Gesamtsieg der SCL. Das Team, welches nun als erstes zwei Siege ersegelt, ist der Gewinner der SCL. Lediglich der Erstplatzierte benötigt in den Final Series nur noch einen Sieg, um die SCL zu gewinnen. Somit kann es in den Final Series zu maximal vier Wettfahrten kommen.

### Qualifikation
2014 und 2015 bestand die SCL nur aus einem Finale und es gab keinen regulierten Qualifikationsmodus. 2016 gab es erstmals eine Qualifikationsregatta vor dem Finale, für die sich die besten Vereine nationaler Segelligen qualifizierten. 2017 gab es erstmals zwei Qualifikationsregatten vor dem Finale, zu welchen die qualifizierten Klubs zugelost wurden. Seit 2019 qualifizieren sich die besten fünf Klubs einer nationalen Segelliga für die Qualifikationsrunde der SAILING Champions League. Diese Klubs werden drei separaten Qualifikationsregatten zugelost. Die jeweils besten sieben Vereine einer Regatta qualifizieren sich für das Finale.
Der amtierende Sieger der SCL ist durch seinen Sieg bereits für die Qualifikationsrunde der SCL qualifiziert. Die gastgebenden Vereine qualifizieren sich automatisch für die jeweilige Regatta.
Neben den qualifizierten Klubs werden in speziellen Fällen Wild Cards für weitere Vereine vergeben.

### Wild Cards
In speziellen Fällen werden Wild Cards an Segelvereine vergeben. Nationen, in welchen eine neue nationale Segelliga gegründet wurde, bekommen die Möglichkeit einen Klub via Wild Card an der SAILING Champions League teilnehmen zu lassen. Nationen, die bisher über keine nationale Segelliga verfügen, haben die Möglichkeit ein Team an der SCL teilnehmen zu lassen, sofern gewisse Kriterien wie Klub-Zugehörigkeit und nachgewiesene, relevante Segelerfolge des Teams erfüllt sind.

## Liste nationaler Segelligen
| Titel                                               | Entstehungsjahr | Segelligen                                                       | Bootsklasse                     | Vormalige Bootsklasse(n)   |
| --------------------------------------------------- | --------------- | ---------------------------------------------------------------- | ------------------------------- | -------------------------- |
| Sejlsportsligaen (Dänemark)                         | 2014            | 2 Ligen                                                          | J/70                            |                            |
| Deutsche Segel-Bundesliga (Deutschland)             | 2013            | 2 Ligen                                                          | J/70                            | B/One (2. Liga: 2014–2015) |
| Purjehdusliiga bzw. Seglingsligan (Finnland)        | 2015            | 1 Liga                                                           | 606                             |                            |
| Ligue Nationale de Voile (Frankreich)               | 2016            | 1 Liga                                                           | Longtze                         |                            |
| Liga Italiana Vela (Italien)                        | 2015            | Qualifikationsregatten und Finale                                | Comet 21, J/70, Protagonist 7.5 |                            |
| Eredivisie Zeilen (Niederlande)                     | 2015            | 1 Liga                                                           | J/70                            |                            |
| Norsk Seilsportsliga (Norwegen)                     | 2015            | 2 Ligen                                                          | J/70                            |                            |
| Österreichische Segel-Bundesliga (Österreich)       | 2015            | 1 Liga                                                           | Sunbeam 22.1                    |                            |
| Polska Ekstraklasa Żeglarska (Polen)                | 2015            | 1 Liga                                                           | Delphia 24, TOM28               |                            |
| Национальная парусная Лига (Russland)               | 2014            | 1 Liga                                                           | J/70                            |                            |
| Allsvenskan Segling (Schweden)                      | 2015            | 1 Liga                                                           | J/70                            |                            |
| Swiss Sailing League (Schweiz)                      | 2015            | 2 Ligen                                                          | J/70                            |                            |
| Premiere Sailing League (USA)                       | 2016            | Distriktqualifikationsveranstaltungen, Distriktfinale und Finale | J/70, J/88                      |                            |
| United Kingdom Sailing League (Großbritannien)      | 2015            | 1 Liga                                                           | 707, J/70, SB20                 |                            |
| Croatian Sailing League (Kroatien)                  | 2018            | 1 Liga                                                           | -                               |                            |
| Česká Jachtařská Liga (Czech Republic)              | 2016            | 1 Liga                                                           | -                               |                            |
| Estonian Sailing League (Estland)                   | 2019            | 1 Liga                                                           | -                               |                            |
| Lietuvos Buriuotoju Sajunga (Litauen)               | 2017            | 1 Liga                                                           | -                               |                            |
| Lega Vela Portugal (Portugal)                       | 2019            | 1 Liga                                                           | -                               |                            |
| Slovenska Jadralna Liga (Slovenia)                  | 2017            | 1 Liga                                                           | -                               |                            |
| Lliga Vela Catalana (Spanien)                       | 2019            | 1 Liga                                                           | -                               |                            |
| Australian Sailing League (Australia & New Zealand) | 2019            | 1 Liga                                                           | -                               |                            |

## Ergebnisse der SAILING Champions League
| Jahr | Platz 1                                                  | Platz 2                                       | Platz 3                                             |
| ---- | -------------------------------------------------------- | --------------------------------------------- | --------------------------------------------------- |
| 2014 | Kongelig Dansk Yachtklub (KDY), Kopenhagen               | Circolo Canottieri Aniene (CCA), Rom          | Oman Sail, Maskat                                   |
| 2015 | Kongelig Norsk Seilforening (KNS), Oslo                  | Yacht Club Costa Smeralda (YCCS), Porto Cervo | Yacht Club Navigator (YCN), Moskau                  |
| 2016 | Deutscher Touring Yacht-Club (DTYC), Tutzing             | Regattaclub Bodensee (RCB), St. Gallen        | Regattaclub Oberhofen (RCO), Oberhofen am Thunersee |
| 2017 | Yacht Club Costa Smeralda (YCCS)                         | Ost Legal Sailing (OLS), Moskau               | Société Nautique de Genève (SNG), Genf              |
| 2018 | Circolo della Vela Bari (CVB), Bari                      | Société Nautique de Genève (SNG)              | Wassersport-Verein Hemelingen (WVH), Bremen         |
| 2019 | Royal Sydney Yacht Squadron (RSYS), North Sydney Council | Norddeutscher Regatta Verein (NRV), Hamburg   | Kaløvig Bådelaug, Aarhus Kommune                    |
| 2020 | Segel- und Motorboot Club Überlingen (SMCÜ), Überlingen  | Aeronautica Militare (CSAM), Italien          | Seglervereinigung Kreuzlingen (SVK), Kreuzlingen    |
| 2021 | Esbo Segelförening (ESF), Espoo                          | Seglervereinigung Kreuzlingen (SVK),          | Flensburger Segel-Club (FSC), Glücksburg            |

## Ergebnisse der Youth SAILING Champions League
| Jahr | Platz 1                                           | Platz 2                                             | Platz 3                                  |
| ---- | ------------------------------------------------- | --------------------------------------------------- | ---------------------------------------- |
| 2018 | Bodensee Yacht Club Überlingen (BYCÜ), Überlingen | Kongelig Dansk Yachtklub (KDY), Kopenhagen          | Roskilde Sejlklub (RS), Roskilde         |
| 2019 | Bodensee Yacht Club Überlingen (BYCÜ),            | Regattaclub Oberhofen (RCO), Oberhofen am Thunersee | Flensburger Segel-Club (FSC), Glücksburg |

## Ergebnisse der Women’s SAILING Champions League
| Jahr | Platz 1                                    | Platz 2                          | Platz 3                                                |
| ---- | ------------------------------------------ | -------------------------------- | ------------------------------------------------------ |
| 2018 | Kongelig Dansk Yachtklub (KDY), Kopenhagen | Hellerup Sejlklub (HS), Hellerup | Akademischer Segelverein Warnemünde (ASVW), Warnemünde |

## Reviere und ausrichtende Vereine
| Jahr | #  | Ausrichtender Verein                                                                             | Ort              | Revier                     |
| ---- | -- | ------------------------------------------------------------------------------------------------ | ---------------- | -------------------------- |
| 2014 | F  | Kongelig Dansk Yachtklub (KDY)                                                                   | Kopenhagen       | Öresund, Ostsee            |
| 2015 | F  | Yacht Club Costa Smeralda (YCCS)                                                                 | Porto Cervo      | Costa Smeralda, Mittelmeer |
| 2016 | 1  | Jacht-Klub Sankt-Peterburga (Яхт-Клуб Санкт-Петербурга) bzw. Saint Petersburg Yacht Club (SPBYC) | Sankt Petersburg | Newabucht, Ostsee          |
| 2016 | 2F | YC Costa Smeralda                                                                                | Porto Cervo      | Costa Smeralda, Mittelmeer |
| 2017 | 1  | Saint Petersburg YC                                                                              | Sankt Petersburg | Newa                       |
| 2017 | 2  | Segel-Club St. Moritz (SCStM)                                                                    | St. Moritz       | St. Moritzersee            |
| 2017 | 3F | YC Costa Smeralda                                                                                | Porto Cervo      | Costa Smeralda, Mittelmeer |
| 2018 | 1  | Saint Petersburg YC                                                                              | Sankt Petersburg | Newa                       |
| 2018 | 2  | YC Costa Smeralda                                                                                | Porto Cervo      | Costa Smeralda, Mittelmeer |
| 2018 | 3F | SC St. Moritz                                                                                    | St. Moritz       | St. Moritzersee            |
| 2019 | 1  | Club Nàutic S’Arenal                                                                             | Palma            | Bucht von Palma            |
| 2019 | 2  | Yacht Club Costa Smeralda                                                                        | Porto Cervo      | Mittelmeer                 |
| 2019 | 3  | Saint Petersburg YC                                                                              | Sankt Petersburg | Newa                       |
| 2019 | F  | SC St. Moritz                                                                                    | St. Moritz       | St. Moritzersee            |
| 2020 | 1  | Deutscher Touring Yacht-Club (DTYC)                                                              | Tutzing          | Starnberger See            |
| 2020 | 2F | YC Costa Smeralda                                                                                | Porto Cervo      | Costa Smeralda, Mittelmeer |
| 2021 | 1  | TSV Schilksee und Segel-Club Baltic                                                              | Kiel             | Kieler Förde, Ostsee       |
| 2021 | 2F | YC Costa Smeralda                                                                                | Porto Cervo      | Costa Smeralda, Mittelmeer |

Legende: # ≙ Regattaveranstaltung Nummer … im entsprechenden Jahr (soweit relevant). Ein tiefgestelltes F hinter der Zahl zeigt das Finale an.

## Live-Übertragung
Die jeweils letzten beiden Tage einer Regatta werden live übertragen. Zuschauer aus der ganzen Welt haben so die Möglichkeit, die Rennen live und kostenlos zu verfolgen. Die Live-Übertragung erfolgt auf der offiziellen Facebook-Seite der SCL, auf dem YouTube-Kanal der SCL und auf der Website der SCL.
Die Live-Übertragung wird durch die Produktionsfirma SailTracks abgewickelt.

## International Sailing League Association
Die International Sailing League Association (ISLA) ist der Dachverband der nationalen Segelligen und der SAILING Champions League. Sie wurde am 17. Juni 2016 in Hamburg gegründet, um der Familie der Segelligen Struktur zu geben, ein klares Regelwerk zu schaffen und die Interessen der Segelligen sowie der SCL zu vertreten. Die ISLA ist in Hamburg als gemeinnütziger Verein eingetragen; die nationalen Segelligen sind Mitglieder der ISLA.

## Teilnahmen deutschsprachiger Länder
Legende: Die Platzierung in der Sailing Champions League ist fett (und in Klammern) dargestellt. Links des Schrägstrichs steht die Platzierung in einer Qualifikationsregatta, rechts die im Finale. Ist keine Zahl links und ohne Schrägstrich bzw. rechts angegeben, so hat der Verein nicht an Qualifikationsregatta bzw. Finale teilgenommen. Beispiel: (3/15) bedeutet „Platz 3 in der Qualifikationsregatta, Platz 15 im Finale“. „Qualifikation durch Platz …“ in der jeweiligen nationalen Liga bedeutet, dass sich der entsprechende Verein im Vorjahr in seiner nationalen Liga für die SCL des darauffolgenden Jahres qualifiziert hat.

### Deutschland
| Jahr | Qualifikation durch Platz 1 in der Deutschen Segel-Bundesliga | Qualifikation durch Platz 2 in der Deutschen Segel-Bundesliga | Qualifikation durch Platz 3 in der Deutschen Segel-Bundesliga | Sonstige Teilnahme |
| ---- | ------------------------------------------------------------- | ------------------------------------------------------------- | ------------------------------------------------------------- | --- |
| 2014 | Norddeutscher Regatta Verein (NRV), Hamburg (5)               | Württembergischer Yacht-Club (WYC), Friedrichshafen (12)      | Verein Seglerhaus am Wannsee (VSaW), Berlin (6)               | |
| 2015 | Norddeutscher RV (11)                                         | Deutscher Touring Yacht-Club (DTYC), Tutzing (5)              | VS am Wannsee (17)                                            | Seglervereinigung Itzehoe (SVI), Itzehoe (24)                                                                                 |
| 2016 | Deutscher Touring YC (1)                                      | Berliner Yacht-Club (BYC), Berlin (1/15)                      | Norddeutscher RV (2/19)                                       | Münchner Yacht-Club (MYC), Starnberg (8/16)                                                                                   |
| 2017 | Deutscher Touring YC (23)                                     | VS am Wannsee (…/7)                                           | Bayerischer Yacht-Club (BYC), Starnberg (…/)                  | Chiemsee Yacht Club (CYC), Prien am Chiemsee (…/) Lindauer Segler-Club (LSC), Lindau (Bodensee) (…/12) Norddeutscher RV (…/5) |

### Österreich
| Jahr | Qualifikation durch Platz 1 in der Österreichischen Segel-Bundesliga | Qualifikation durch Platz 2 in der Österreichischen Segel-Bundesliga | Qualifikation durch Platz 3 in der Österreichischen Segel-Bundesliga | Sonstige Teilnahme |
| ---- | -------------------------------------------------------------------- | -------------------------------------------------------------------- | -------------------------------------------------------------------- | --- |
| 2014 |                                                                      |                                                                      |                                                                      | Union-Yacht-Club Attersee (UYCAs), Attersee am Attersee (16) Union Yacht Club Mondsee (UYCM), Mondsee (11) Yacht Club Bregenz (YCB), Bregenz (15) |
| 2015 |                                                                      |                                                                      |                                                                      | Burgenländischer Yacht-Club (BYC), Rust (Burgenland) (23) Segelclub TWV Achensee (SCTWVA), Eben am Achensee (26) YC Bregenz (8)                   |
| 2016 | YC Bregenz (5)                                                       | Burgenländischer YC (nicht angetreten)                               | SCTWV Achensee (6/23)                                                | |
| 2017 | YC Bregenz (26)                                                      | SCTWV Achensee (…/22)                                                | Burgenländischer YC (…/)                                             | Segelclub Mattsee (SCM), Mattsee |

### Schweiz
| Jahr | Qualifikation durch Platz 1 in der Swiss Sailing League | Qualifikation durch Platz 2 in der Swiss Sailing League | Qualifikation durch Platz 3 in der Swiss Sailing League | Sonstige Teilnahme                                                                                 |
| ---- | ------------------------------------------------------- | ------------------------------------------------------- | ------------------------------------------------------- | -------------------------------------------------------------------------------------------------- |
| 2014 |                                                         |                                                         |                                                         | Thunersee-Yachtclub (TYC), Thun (14)                                                               |
| 2015 |                                                         |                                                         |                                                         | Regattaclub Oberhofen (RCO), Oberhofen am Thunersee (8) Société Nautique de Genève (SNG), Genf (4) |
| 2016 | RC Oberhofen (3)                                        | Regattaclub Bodensee (RCB), St. Gallen (4/2)            | SN de Genève (3/31)                                     | |
| 2017 | RC Bodensee (18)                                        | SN de Genève (…/3)                                      | Société Nautique Rolloise (SNR), Rolle VD (…/)          | Segel-Club St. Moritz (SCStM), St. Moritz (…/) RC Oberhofen (…/)                                   |